# Стожок Дмитро Климович
Стожок Дмитро Климович (*1717 — †?) — державний діяч Гетьманщини у другої та третьої чвертей 18 століття, сотник Батуринської сотні (1750—1773), представник козацько-старшинського роду Стожків на Чернігівщині.

## Життєпис
Дмитро Стожок народився 1717 року у Батурині в родині Клима (Климентія) Стожка — сина  батуринського сотника. Його дід Федір Стожок з 1712 по 1732 роки обіймав посаду сотника Батуринської сотні. Військову службу Дмитро Стожок розпочав у 1743 році військовим товаришем Ніжинського полку. Вже 1744 року потрапив до команди генерального хорунжого Миколи Ханенка з побудови та ремонтів поштового тракту, станцій, льодовень, амбарів. 6 квітня 1750 року був обраний сотником Батуринської сотні. Цей уряд він обіймав чи не найдовше серед інших сотників (майже чверть століття) — до 1773 року. Пізніше став абшитованим бунчуковим товаришем (з 1773 року).
Володів Дмитро Стожок численними угіддями у Батуринській сотні, шинком у Батурині, а також шинками у селах Красне та Митченки. 1743 року надав позику до військового скарбу — 50 копійок.